# Groupe Bordet
 (septembre 2023).
Le Groupe Bordet est un groupe industriel français impliqué dans la transformation du bois en charbon. Installé à Leuglay dans le Châtillonnais en Bourgogne depuis 1860, il produit un charbon végétal local et écologique d'une teneur en carbone de plus de 90%. Le bois vient des chutes de scieries issues de forêts locales (moins de 100 km) écogérées. La fabrication s'effectue en circuit fermé garantissant une production "zéro rejet" et un rendement élevé , ,
. Bordet est par ailleurs précurseur en matière de cogénération : son unité de transformation est autonome en électricité et chauffage depuis les années 1970.

## Historique
En 1860, Alfred et Paul Bordet décident de poursuivre la production du charbon de bois employé jusqu'ici comme combustible pour faire fondre le minerai. Lors de l’Exposition universelle de 1878, le jury international décerne une médaille d’argent aux Établissements Bordet en reconnaissance de la qualité de leurs produits et leur savoir-faire.
En 1951, Bordet est la première entreprise de charbon de bois[évasif] à installer un four industriel à feu continu. La société met au point une technologie de carbonisation à haute performance environnementale brevetée sous le nom de Carboépuré qui permet de conquérir les marchés du combustible issu de la biomasse et de la transformation. Vallourec en fait l'acquisition.
Bordet acquiert Maître Feux (Comptoir cantalien de carbonisation) à Neussargues en Pinatelle dans le Cantal et devient Groupe Bordet Maître Feux (GBMF). Le groupe modernise ses deux sites de production et installe deux fours en cuisson continue d’une capacité de 6 000 tonnes chacun, soit 12 000 tonnes au total pour le seul site auvergnat. Puis il monte une troisième usine à Braize dans l'Allier dédiée aux briquettes de charbon de bois  qui fournit à l’entreprise de barbecues Weber les briquettes vendues sous sa marque propre. Avec une production de 15 000 tonnes en 2005 puis 19 000 tonnes en 2011, GBMF devient le premier producteur de charbon de bois français,.
Une forte hausse du prix du bois en 2014 mettra en difficulté le groupe et plus particulièrement l'usine du Cantal. Groupe Bordet Maître Feux ferme en 2015 pour motif économique.
Remi Bordet, jusqu’alors président de Bordet, transmet l’entreprise à Cyril Flores et Ivan Girardot. Groupe Bordet Maître Feux redevient Groupe Bordet avec l'objectif de devenir acteur majeur du développement durable de la filière et développer de nouvelles applications à ses charbons autour d’une transformation spécifique et maitrisée. Le charbon végétal devient un agent de filtration, de dépollution, ou encore de séquestration du carbone. Il peut ainsi être utilisé dans de nombreuses industries telles que la pharmacie, la cosmétique, la chimie, l’agriculture (Biochar) et encore l’agroalimentaire.

### Dates clés
- 1860: Création en 1860, après la fermeture des forges en Bourgogne. Première usine de carbonisation et de distillation en France
- 1878: Exposition Universelle – Le jury international des récompenses décerne une Médaille d’argent à l’entreprise Bordet Frères
- 1970: Autonomie en électricité et chauffage du site grâce à la cogénération
- 1981: Création d’AprovalBois (devenu Fibois – Interprofession de la Filière bois en Bourgogne-Franche-Comté) - dont Gaston Bordet devient le Président[16].
- 1996: Rapprochement de la société Bordet Frères et de la société Codois et qui donne naissance à la création de GBMF (Groupe Bordet Maître Feux). L’usine de carbonisation est modernisée avec deux fours en cuisson continue d’une capacité de 6 000 t chacun, soit 12 000 t au total.
- 2003: Démarrage des discussions entre la société Weber et la société Bordet Frères pour servir le marché français de la briquette de charbon de bois (aussi appelé « boulets » de charbon de bois : charbon de bois broyé et compressé).
- 2005: Rachat des parts de la société Socofi par Bordet Frères qui devient le premier producteur de charbon de bois français avec une production de 15 000 tonnes.
- 2006 à 2012: Transfert de la technologie Bordet à Vallourec & Mannesmann (leader mondial du tube sans soudure) : construction de la 1re usine de charbon végétal pour l’industrie de la métallurgie au Brésil Carboval (Pour Carbone Bordet Vallourec)
- 2007: Création de la société Carbobrio pour répondre au marché de la briquette en pleine croissance.
- 2011: Le groupe Bordet Frères augmente la production de ses trois usines pour atteindre plus de 20 000 tonnes.
- 2014: Vente de Carbobriq et fermeture du site de production auvergnat[17],[18],[13].
- 2016: Nouvel actionnariat visant à développer Bordet vers de nouveaux marchés.
- 2018: Recherche et développement[19] sur l’activation du charbon Bordet pour de nouveaux usages industriels
- 2019: Bordet mandate Edmond de Rothschild Corporate Finance pour réaliser une première levée de fonds[20]

## Technologie
Bordet se distingue par son mode de production durable.

### Transformation propre
La technologie développée est respectueuse de l’environnement. Le charbon est produit avec des déchets de bois bruts n’ayant subi aucun traitement, issus de forêts locales éco gérées (dans un rayon de moins de 100 km). La fabrication est réalisée en circuit fermé : aucun produit chimique n’est ajouté dans le processus de carbonisation, seule de la vapeur d’eau est rejetée lors de la production.
Le processus de fabrication permet d’extraire intégralement les gaz et jus pyroligneux, clé de la fabrication d’un charbon végétal pur. Les gaz et les jus sont ensuite recyclés et valorisés afin d’éviter tout impact environnemental. Enfin, la transformation des déchets de bois en charbon végétal génère de l’électricité et fait de Bordet un producteur d’énergie verte,,.

### Procédé de cogénération
Les usines Bordet sont autonomes en énergie. La production d’électricité est faite par un turbo-alternateur qui est entraîné par de la vapeur sous pression, elle-même produite par la chaudière qui chauffe un ballon d’eau qui sera transformée en vapeur. La chaudière qui assure le chauffage est alimentée par les flux de l’outil (circuit fermé), à savoir les gaz de pyrolyse (extraits du process de carbonisation), les goudrons de bois ou jus pyroligneux (extraits de la carbonisation également) et les sciures issues de l’atelier de découpe en début de processus.

### Savoir-faire
Le résultat en est un produit pur, propre et écologique utilisable à l'état brut pour la cuisson ou activable pour de multiples applications. Il est plébiscité par les restaurateurs qui recherchent un charbon propre, sans fumée ni odeur. Mise au point par Bordet 
la technologie Carboépuré qui permet la production de ce charbon de bois à haute performance environnementale est reconnue et appréciée : le groupe, classé parmi les industriels carbonisateurs les plus performants d'Europe par Earthworm Foundation qui évalue la responsabilité sociétale des entreprises impliquées dans la transformation des ressources naturelles, est régulièrement sollicité pour faire bénéficier de sa technologie ou développer des produits spécifiques. Celle-ci permet en effet la production d'un charbon végétal écoresponsable d’un niveau de pureté affichant un taux de carbone supérieur à 90% pour un minimum de 75% fixé par la norme européenne EN-1860-2 et sans produits chimiques. Constituée de bois durs, issus de forêts françaises écogérées, la matière première des charbons Bordet est labélisée PEFC "Gardien de l'équilibre forestier".

## Implication dans la valorisation de la filière bois bourguignonne et française
Les dirigeants successifs de l'entreprise s’impliquent dans le développement des filières bois de la région Bourgogne-Franche-Comté et au niveau national.
- De 1981 à 1988, Gaston Bordet est élu président d’Aprovalbois, syndicat interprofessionnel du bois en Bourgogne[23], créé en 1981 et renommé Fibois[24] depuis.
- Henri Bordet est nommé président du Syndicat national du charbon de bois au début des années 2000.
- Plus récemment, Remi Bordet a été membre de la Fédération nationale du bois [25] et président de L’Union syndicale des usines de carbonisation de bois de France. Il avait été vice-président de l’Union patronale de la Côte-d’Or et vice-président du MEDEF - Côte-d’Or jusqu’en 1999.

### article connexe
- Charbon de bois